# 大像山石窟
大像山石窟，位于中华人民共和国甘肃省天水市甘谷县，2001年6月25日公布为第五批全国重点文物保护单位，类型为石窟寺及石刻。